# Chromadorita tenuis
Chromadorita tenuis är en rundmaskart som först beskrevs av G. Schneider 1906.  Chromadorita tenuis ingår i släktet Chromadorita och familjen Chromadoridae. Arten är reproducerande i Sverige. Inga underarter finns listade i Catalogue of Life.